# Bukrejewskije Wysselki
Bukrejewskije Wysselki (russisch Букреевские Выселки) ist ein Weiler (chutor) in der Oblast Kursk in Russland. Er gehört zum Rajon Kursk und zur Landgemeinde (selskoje posselenije) Bessedinski selsowjet.

## Geographie
Der Ort liegt gut 24 Kilometer Luftlinie südöstlich des Oblastverwaltungszentrums Kursk im südwestlichen Teil der Mittelrussischen Platte, 8 Kilometer vom Sitz des Dorfsowjet – Bessedino, 109 Kilometer vor Grenze zwischen Russland und der Ukraine.

### Klima
Das Klima im Ort ist wie im Rest des Rajons kalt und gemäßigt. Es gibt während des Jahres eine erhebliche Niederschlagsmenge. Dfb lautet die Klassifikation des Klimas nach Köppen und Geiger.

## Bevölkerungsentwicklung
| Jahr | Einwohner |
| ---- | --------- |
| 2002 | 12        |
| 2010 | ▼5        |

Anmerkung: Volkszählungsdaten

## Verkehr
Bukrejewskije Wysselki liegt an der Fernstraße föderaler Bedeutung R-298 (Kursk – Woronesch – R22 Kaspi; ein Teil der Europastraße E38) und 10 Kilometer vom nächsten Bahnhof Polewaja (Eisenbahnstrecke Kljukwa – Belgorod) entfernt.
Der Ort liegt 114 Kilometer vom internationalen Flughafen von Belgorod entfernt.